# Tensas Parish
Tensas Parish is een parish in de Amerikaanse staat Louisiana.
De parish heeft een landoppervlakte van 1.560 km² en telt 6.618 inwoners (volkstelling 2000). De hoofdplaats is Saint Joseph.

## Bevolkingsontwikkeling

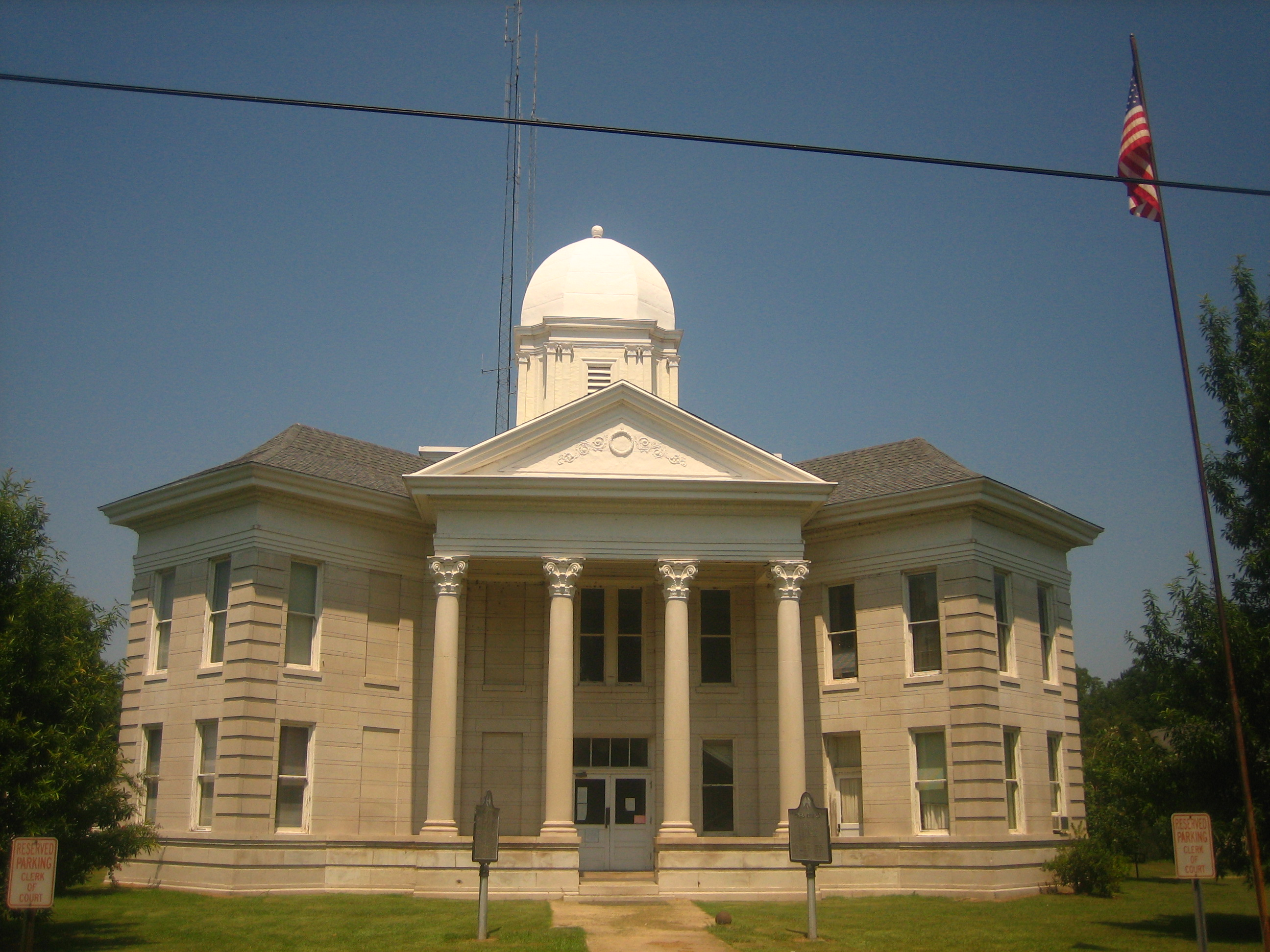
Tensas Parish Courthouse